# Udarapur
Udarapur (nepalski: उढरापुर) – gaun wikas samiti w zachodniej części Nepalu w strefie Bheri w dystrykcie Banke. Według nepalskiego spisu powszechnego z 2001 roku liczył on 1734 gospodarstw domowych i 9047 mieszkańców (4316 kobiet i 4731 mężczyzn).